# Хоторн (Њујорк)
Хоторн (енгл. Hawthorne) насељено је место без административног статуса у америчкој савезној држави Њујорк.

## Демографија
По попису из 2010. године број становника је 4.586, што је 497 (-9,8%) становника мање него 2000. године.
| Група             | 2000.         | 2010.         |
| Белци             | 4.521 (88,9%) | 4.060 (88,5%) |
| Афроамериканци    | 170 (3,3%)    | 40 (0,9%)     |
| Азијати           | 75 (1,5%)     | 126 (2,7%)    |
| Хиспаноамериканци | 306 (6,0%)    | 336 (7,3%)    |
| Укупно            | 5.083         | 4.586         |